# Siorac-en-Périgord
Siorac-en-Périgord is een gemeente in het Franse departement Dordogne (regio Nouvelle-Aquitaine). De plaats maakt deel uit van het arrondissement Sarlat-la-Canéda. Siorac-en-Périgord telde op 1 januari 2022 1.079 inwoners.

## Geografie
De oppervlakte van Siorac-en-Périgord bedraagt 11,77 km², de bevolkingsdichtheid is 90 inwoners per km² (per 1 januari 2019).
De onderstaande kaart toont de ligging van Siorac-en-Périgord met de belangrijkste infrastructuur en aangrenzende gemeenten.

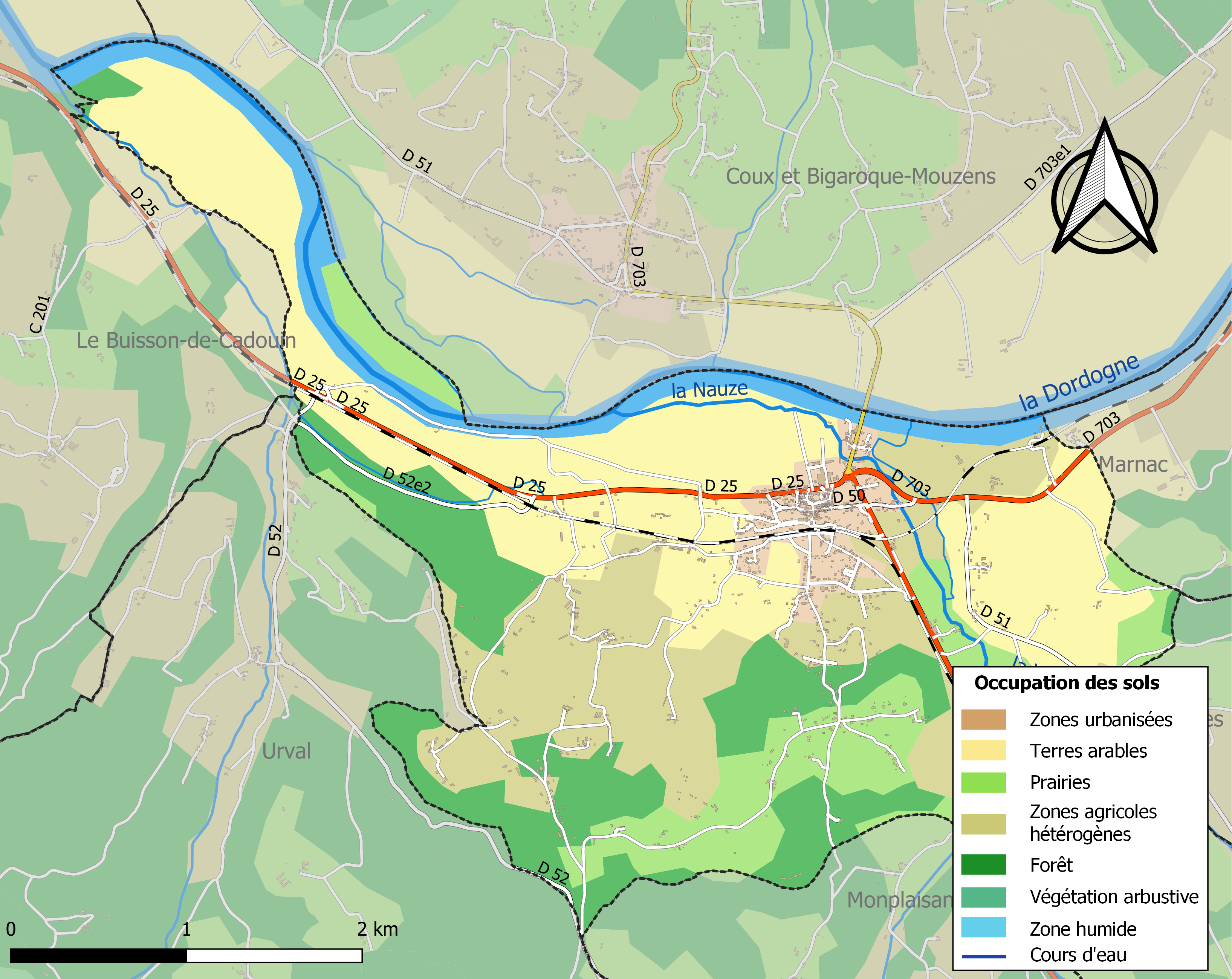

## Verkeer en vervoer
In de gemeente ligt de spoorweghalte Siorac-en-Périgord.

## Demografie
Onderstaande figuur toont het verloop van het inwonertal (bron: INSEE-tellingen).